# Thomas Carew

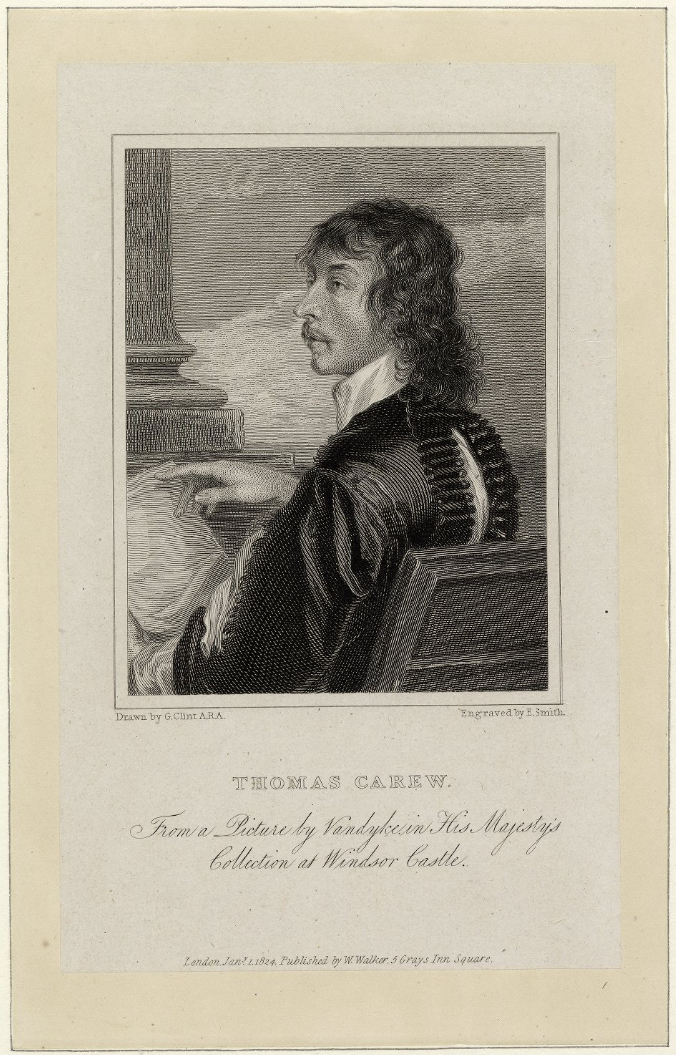
Thomas Carew.

Thomas Carew, född 1595, död den 22 mars 1640, var en engelsk lyrisk diktare.
Carew studerade i Oxford. Efter några års kringflackande tillvaro knöts han till den engelska beskickningen först i Venedig, senare i Turin och Paris. Han stod Karl I:s hov nära och hörde till den krets av unga skönandar, som samlade sig omkring Ben Jonson. Hans poesi består huvudsakligen av tillfälles- och kärleksdikter samt sonetter till Celia. De är starkt påverkade av John Donne, till vars ära han skrev en elegi. Han skrev också ett maskspel, Coëlum Britannicum (1634). Hans dikter, Poems, utkom året efter hans död och blev senare utgivna av Hazlitt, Collected Works (1870).